# Caillouël-Crépigny
Caillouël-Crépigny é uma comuna francesa na região administrativa de Altos da França, no departamento de Aisne. Estende-se por uma área de 6,63 km². Em 2010 a comuna tinha 447 habitantes (densidade: 67,4 hab./km²).